# Schwartzia succinivorans
La Schwartzia succinivorans   è una specie di batterio appartenente alla famiglia delle Acidaminococcaceae.